# Garcinia pachyantha
Garcinia pachyantha är en tvåhjärtbladig växtart som beskrevs av Albert Charles Smith. Garcinia pachyantha ingår i släktet Garcinia och familjen Clusiaceae. Inga underarter finns listade i Catalogue of Life.